# Aretha Live at Fillmore West
Aretha Live at Filmore West é um álbum ao vivo da cantora americana Aretha Franklin lançado em 19 de maio de 1971, pela Atlantic Records. Foi relançado em CD em 1993 pela Rhino Records. Uma caixa expandida e limitada de 4 CD's intitulada "Don't Fight the Feeling: The Complete Aretha Franklin & King Curtis Live at Fillmore West" foi lançada pela Rhino em 2005. Foi limitada a 5.000 cópias numeradas. O álbum conta com um dueto improvisado de Franklin com Ray Charles na faixa " Spirit in the Dark ".
A gravação foi feita na sala de concertos Fillmore West, uma famosa casa de rock de São Francisco (Califórnia), durante três noites: 5, 6 e 7 de março de 1971. Segundo o critico Thom Jurek, escrevendo pelo site All Music o álbum "é a mais dramática e profundamente satisfatória das gravações ao vivo de Aretha Franklin, e é um documento histórico que todo fã de soul deveria possuir..." 
Live at Filmore West foi rankeado na posição 35º na lista dos "50 melhores álbuns ao vivo de todos os tempos", promovida pela revista Rolling Stone 

## Lista de faixas
| Críticas profissionais            | Críticas profissionais |
| Avaliações da crítica             | Avaliações da crítica  |
| Fonte                             | Avaliação              |
| --------------------------------- | ---------------------- |
| AllMusic                          | [ 1 ]                  |
| Christgau's Record Guide          | B                      |
| The Rolling Stone Album Guide     | [ 4 ]                  |
| The Encyclopedia of Popular Music | [ 5 ]                  |

| Lado A |                              |         |  |
| N.º    | Título                       | Duração |  |
| 1.     | "Respect"                    | 3:53    |  |
| 2.     | "Love the One You're With"   | 4:15    |  |
| 3.     | "Bridge over Troubled Water" | 5:55    |  |
| 4.     | "Eleanor Rigby"              | 2:33    |  |
| 5.     | "Make It with You"           | 4:33    |  |
| 6.     | "Don't Play That Song"       | 3:16    |  |

| Lado B |                                                 |         |  |
| N.º    | Título                                          | Duração |  |
| 7.     | "Dr. Feelgood"                                  | 7:06    |  |
| 8.     | "Spirit in the Dark"                            | 5:33    |  |
| 9.     | "Spirit in the Dark" (Reprise with Ray Charles) | 8:53    |  |
| 10.    | "Reach Out and Touch"                           | 2:35    |  |

| 2006 deluxe edition disc 2 – Alternates and Unused Songs |                               |         |  |
| N.º                                                      | Título                        | Duração |  |
| 1.                                                       | "Respect"                     | 3:56    |  |
| 2.                                                       | "Call Me"                     | 5:38    |  |
| 3.                                                       | "Mixed-Up Girl"               | 2:58    |  |
| 4.                                                       | "Love the One You're With"    | 4:18    |  |
| 5.                                                       | "Bridge Over Troubled Water"  | 7:41    |  |
| 6.                                                       | "Share Your Love with Me"     | 4:29    |  |
| 7.                                                       | "Eleanor Rigby"               | 2:37    |  |
| 8.                                                       | "Make It with You"            | 4:49    |  |
| 9.                                                       | "You're All I Need to Get By" | 5:02    |  |
| 10.                                                      | "Don't Play That Song"        | 3:16    |  |
| 11.                                                      | "Dr. Feelgood"                | 6:44    |  |
| 12.                                                      | "Spirit in the Dark"          | 6:42    |  |
| 13.                                                      | "Spirit in the Dark"          | 2:40    |  |

### Don't Fight the Feeling: The Complete Aretha Franklin & King Curtis Live at Fillmore West
Disc 1
1. "Intro"
2. "Knock on Wood" – The Memphis Horns
3. "Whole Lotta Love" – King Curtis
4. "Them Changes" – King Curtis
5. "A Whiter Shade of Pale" – King Curtis
6. "My Sweet Lord" – Billy Preston
7. "Ode to Billie Joe" – King Curtis
8. "Mr. Bojangles" – King Curtis
9. "Soul Serenade" – King Curtis
10. "Memphis Soul Stew" – King Curtis
11. "Signed, Sealed, Delivered I'm Yours" – King Curtis
12. "Respect" – Aretha Franklin
13. "Call Me" – Aretha Franklin
14. "Mixed-Up Girl" – Aretha Franklin
15. "Love the One You're With" – Aretha Franklin
16. "Bridge Over Troubled Water" – Aretha Franklin
17. "Eleanor Rigby" – Aretha Franklin
18. "Make It with You" – Aretha Franklin
19. "Don’t Play that Song" – Aretha Franklin

Disc 2
1. "You're All I Need to Get By" – Aretha Franklin
2. "Dr. Feelgood" – Aretha Franklin
3. "Spirit in the Dark" – Aretha Franklin
4. "Spirit in the Dark" (reprise) – Aretha Franklin
5. "Knock on Wood" – The Memphis Horns
6. "Them Changes" – King Curtis
7. "Whole Lotta Love" – King Curtis
8. "A Whiter Shade of Pale" – King Curtis
9. "I Stand Accused" – King Curtis
10. "Soul Serenade" – King Curtis
11. "Memphis Soul Stew" – King Curtis
12. "Respect" – Aretha Franklin
13. "Call Me" – Aretha Franklin
14. "Love the One You’re with" – Aretha Franklin
15. "Bridge Over Troubled Water" – Aretha Franklin

Disc 3
1. "Share Your Love with Me" – Aretha Franklin
2. "Eleanor Rigby" – Aretha Franklin
3. "Make It With You" – Aretha Franklin
4. "You're All I Need to Get By" – Aretha Franklin
5. "Don't Play That Song" – Aretha Franklin
6. "Dr. Feelgood" – Aretha Franklin
7. "Spirit in the Dark" – Aretha Franklin
8. "Spirit in the Dark" (reprise) – Aretha Franklin
9. "Knock On Wood" – The Memphis Horns
10. "Them Changes" – King Curtis
11. "A Whiter Shade of Pale" – King Curtis
12. "Ode To Billie Joe" – King Curtis
13. "Soul Serenade" – King Curtis
14. "Memphis Soul Stew" – King Curtis

Disc 4
1. "Respect" – Aretha Franklin
2. "Call Me" – Aretha Franklin
3. "Love the One You're With" – Aretha Franklin
4. "Bridge Over Troubled Water" – Aretha Franklin
5. "Share Your Love with Me" – Aretha Franklin
6. "Eleanor Rigby" – Aretha Franklin
7. "Make It With You" – Aretha Franklin
8. "Don't Play That Song" – Aretha Franklin
9. "You're All I Need to Get By" – Aretha Franklin
10. "Dr. Feelgood" – Aretha Franklin
11. "Spirit in the Dark" – Aretha Franklin
12. "Spirit in the Dark" (reprise) – Aretha Franklin with Ray Charles
13. "Reach Out and Touch (Somebody’s Hand)" – Aretha Franklin

## Ficha Técnica
- Aretha Franklin – vocais, Fender Rhodes
- Cornell Dupree – guitarra
- Jerry Jemmott – baixo
- Truman Thomas – piano
- Billy Preston – órgão
- Bernard Purdie – bateria
- Pancho Morales – congas
- King Curtis – saxofone, condutor orquestral
- Memphis Horns – cornetas
- Brenda Bryant, Margaret Branch, Pat Smith – vocais de apoio
- Arif Mardin – arranjador
- Larry Wilcox – arranjador em "Make It With You"
- Tom Dowd – arranjador em "Don't Play That Song"
- Ray Charles – piano em "Spirit in the Dark"

## Referencias
1. 1 2 3  "Overview" allmusic. Retrieved 28 April 2013.
2. ↑  «50 greatest live albums of all time». Consultado em 18 de junho de 2024
3. ↑  Christgau, Robert (1981). «Consumer Guide '70s: F». Christgau's Record Guide: Rock Albums of the Seventies. [S.l.]: Ticknor & Fields. ISBN 089919026X. Consultado em 18 de junho de 2024 – via robertchristgau.com
4. ↑  The Rolling Stone Album Guide. [S.l.]: Random House. 1992. pp. 262–263
5. ↑  Colin Larkin (2007). The Encyclopedia of Popular Music. Encyclopedia of Popular Music 4th ed. [S.l.]: Oxford University Press. ISBN 978-0195313734